# Teorema fonamental de l'àlgebra
El teorema fonamental de l'àlgebra estableix que un polinomi en una variable, no constant i amb coeficients complexos; té tantes arrels com indica el seu grau, comptant les arrels amb les seves multiplicitats. En altres paraules:
| Tot polinomi de coeficients complexos i de grau n (n ≥ 1) té exactament n arrels. |

És a dir, que per a tot polinomi del tipus:
{\displaystyle p(z)=z^{n}+a_{n-1}z^{n-1}+\cdots +a_{0}}
existeixen n nombres z1, ..., zn (no necessàriament tots diferents) tals que p(z1) = 0, p(z₂) = 0, ..., p(zn) = 0 i, per tant:
{\displaystyle p(z)=(z-z_{1})(z-z_{2})\cdots (z-z_{n}).}
Aquest resultat és fonamental perquè demostra que el cos dels nombres complexos és un cos algebraicament tancat, a diferència del cos dels nombres reals. Una conseqüència directa n'és el fet que el producte de totes les arrels és igual a (−1)na0 i que la suma de totes les arrels és igual a −an−1.

## Història
Jean le Rond d'Alembert enuncià el teorema en la seva obra mestra Traité de dynamique, el demostrà el segle xix Carl Friedrich Gauss, que localitza diversos defectes en una prova proposada per d'Alembert. Louis de Broglie presenta aquest teorema de la següent manera: "Li devem el teorema fonamental que porta el seu nom i que ens ensenya que qualsevol equació algebraica admet almenys una solució real o imaginària". El teorema fonamental de l'àlgebra rep en alguns països el nom de teorema de d'Alembert-–Gauss, ja que d'Alembert fou el primer a donar una prova gairebé completa d'aquest teorema.

## Demostració
La demostració es basa a fer que la variable z escombri el conjunt dels nombres complexos i veure que necessàriament ha de passar pel valor zero. L'escombratge es fa considerant la representació vectorial dels nombres complexos.
Inicialment, es pren un nombre amb mòdul zero i es va fent créixer el mòdul; per a cada valor del mòdul, es fa que l'angle recorri els valors des de zero fins a 2π. Quan el mòdul de z és zero, el resultat de la funció polinòmica és {\displaystyle a_{0}}. Quan el mòdul és molt petit, els monomis d'ordre més gran que {\displaystyle a_{1}z} es poden negligir en comparació amb {\displaystyle a_{1}z} i la funció polinòmica en variar l'angle de z entre zero i 2π dona una volta a l'entorn del punt {\displaystyle a_{0}}. Si {\displaystyle a_{0}} és diferent de zero, el punt (0,0i) queda fora del cercle (Si {\displaystyle a_{0}} és zero, el polinomi admet una arrel trivial x = 0). Quan el mòdul és molt gran, els monomis diferents de {\displaystyle z^{n}} es poden negligir respecte d'aquest; per tant, en variar l'angle entre 0 i 2π radiants, la funció polinòmica descriu pràcticament un cercle n cops a l'entorn del punt (0,0i).
Per tant, en escombrar d'aquesta forma el conjunt dels nombres complexos, la funció polinòmica passa, de manera contínua, de descriure un cercle on el punt (0,0i) en queda fora a descriure'n un on el punt (0,0i) en queda dins; per tant, en algun punt ha de tocar (0,0i). Aquest punt (diguem-ne {\displaystyle z_{0}}) és, per tant, una arrel del polinomi. Dividint el polinomi per {\displaystyle (z-z_{0})}, s'obté un altre polinomi de grau n - 1 i el residu n'és zero. Repetint el procés n - 1 cops més, es poden trobar les altres n - 1 arrels.
Per tant, tot polinomi de grau n amb coeficients en el cos dels nombres complexos té n arrels.